# Athripsodes fissus
Athripsodes fissus är en nattsländeart som först beskrevs av Georg Ulmer 1912.  Athripsodes fissus ingår i släktet Athripsodes och familjen långhornssländor. Inga underarter finns listade i Catalogue of Life.